# Korostysjivskyj rajon
Korostysjivskyj rajon (ukrainska: Коростишівський район) är ett rajon i Zjytomyr oblast i Ukraina. Den hade 40 710 invånare år 2015.